# Schutzzweck der Norm
Schutzzweck der Norm ist ein Rechtsbegriff aus der Rechtswissenschaft. Die Frage nach dem Schutzzweck der Norm ist Teil der teleologischen Auslegung des Gesetzes. Im Strafrecht, aber auch bei der Prüfung zivilrechtlicher Schadensersatzansprüche stellt sie ein Eingrenzungskriterium für die Fragen der Kausalität und Zurechnung dar.
Der Schutzzweck der Norm beinhaltet, dass die einschlägige Norm gerade vor genau dem Schaden schützen soll, welchen das (an sich) rechtswidrige Verhalten kausal verursacht hat. Diese Eingrenzung ist nötig, da es Fälle gibt, in denen sowohl die Äquivalenz- als auch die Adäquanztheorie zu unbilligen Ergebnissen führen.

## Beispiel
Ein Autofahrer fährt innerhalb einer geschlossenen Ortschaft mit stark überhöhter Geschwindigkeit. Anschließend fährt er auf der Landstraße mit vorgeschriebener Geschwindigkeit. In der nächsten Ortschaft verhält er sich ebenfalls verkehrsgerecht, überfährt aber einen plötzlich auf die Fahrbahn tretenden Fußgänger. 
Fraglich ist, ob man den Autofahrer mit der Äquivalenztheorie dafür bestrafen kann, den Verkehrsunfall fahrlässig herbeigeführt zu haben, indem er weit vor der Unfallstelle zu schnell fuhr: Das zu schnelle Fahren in der ersten Ortschaft war kausal für den Unfall, da der Fahrer bei geringerer Geschwindigkeit zum Unfallzeitpunkt noch nicht an der entsprechenden Stelle gewesen wäre. Die Adäquanztheorie entlastet den Fahrer ebenfalls nicht, da es nach der normalen Lebenserfahrung nicht außerhalb jeder Erwartung liegt, dass eine zu hohe Geschwindigkeit zu einem Unfall führen kann.
Hier greift nun die Theorie vom „Schutzzweck der Norm“: Der Zweck von Geschwindigkeitsbegrenzungen ist es, den typischen Gefahren der höheren Geschwindigkeit entgegenzuwirken. Sie sollen aber gerade nicht verhindern, dass ein Fahrer schneller in der nächsten Ortschaft ankommt. So kommt man zu dem Ergebnis, dass das zu schnelle Fahren nur ein Verstoß gegen die Geschwindigkeitsbegrenzung war, es kommt aber mangels der objektiven Zurechnung der Todesfolge nicht zu einer Bestrafung wegen fahrlässiger Tötung.